# Итапипока
Итапипока (порт. Itapipoca)  —  муниципалитет в Бразилии, входит в штат Сеара. Составная часть мезорегиона Север штата Сеара. Входит в экономико-статистический  микрорегион Итапипока. Население составляет 107 281 человек на 2007 год. Занимает площадь 1 614,682 км². Плотность населения — 66,5 чел./км².

## История
Город основан 3 февраля 1823 года. 

## Статистика
- Валовой внутренний продукт на 2005 составляет 318.106.000,00 реалов (данные: Бразильский институт географии и статистики).
- Валовой внутренний продукт на душу населения на 2005 составляет 3.027,00 реалов (данные: Бразильский институт географии и статистики).
- Индекс развития человеческого потенциала на 2000 составляет 0,659 (данные: Программа развития ООН).

## География
Климат местности: полупустыня.